# Örö
Örö est une île de l'archipel finlandais à Kemiönsaari en Finlande.

## Géographie
La superficie de l'île est de 3,8 kilomètres carrés,.
L'ile fait partie du parc national de l'archipel.

## Fortifications
La construction des fortifications d'Örö a commencé dans le cadre de la forteresse navale de l'Empereur Pierre le Grand de l'Empire russe en 1915.
Après l'indépendance de la Finlande, l'île a fait partie de la défense navale de la Finlande, et il y a eu une batterie lourde et robuste d'artillerie côtière.
La direction des musées de Finlande a classé les fortifications d'Örö parmi les sites culturels construits d'intérêt national en Finlande.

## Faune et flore
Örö est une île d'esker située dans une zone d'eau peu profonde, où il existe de nombreux types d'habitats précieux, tels que des plages de sable, des dunes et des prairies côtières qui ont été préservées dans un état naturel.
Au total, 1 500 espèces de papillons ont été observées à Örö, dont plus d'une centaine sont menacées ou doivent être surveillées.
Örö est également connu pour ses plantes balnéaires rares, comme le chiendent des sables.
En Finlande, le chiendent des sables en voie de disparition, protégé et très rare n'a longtemps été connu que d'Örö.
D'autres plantes menacées sur l'île sont, entre autres, le Dianthus arenarius, la laîche des sables, la passerage à feuilles larges, le serpolet, la potentille anglaise, la Soude brûlée et l'Oyat.
L'île est également le seul lieu où prospère l'anémone pulsatille en Finlande.

## Galerie

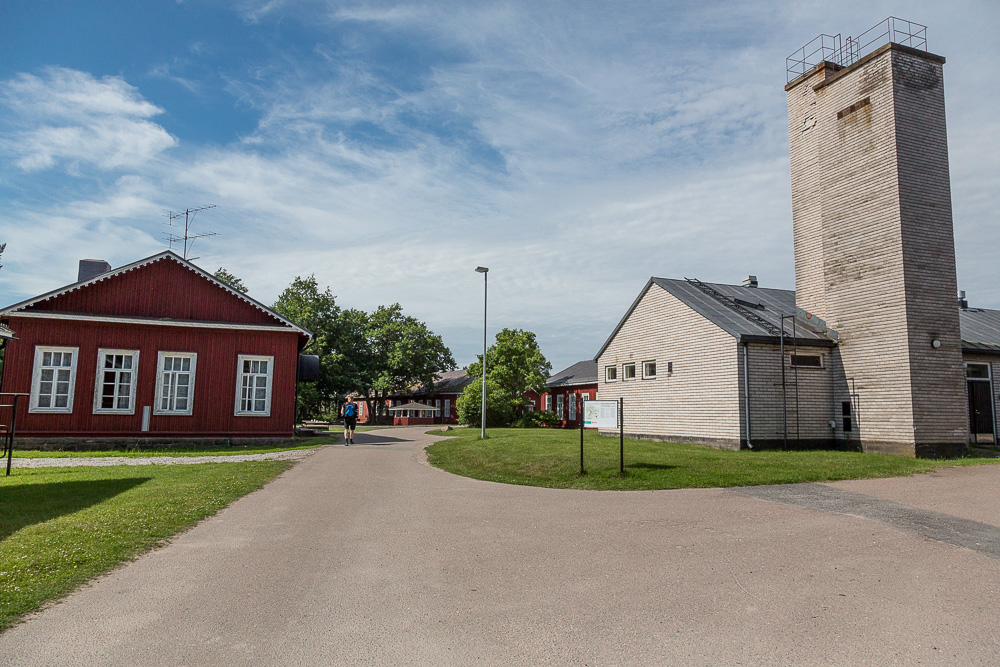
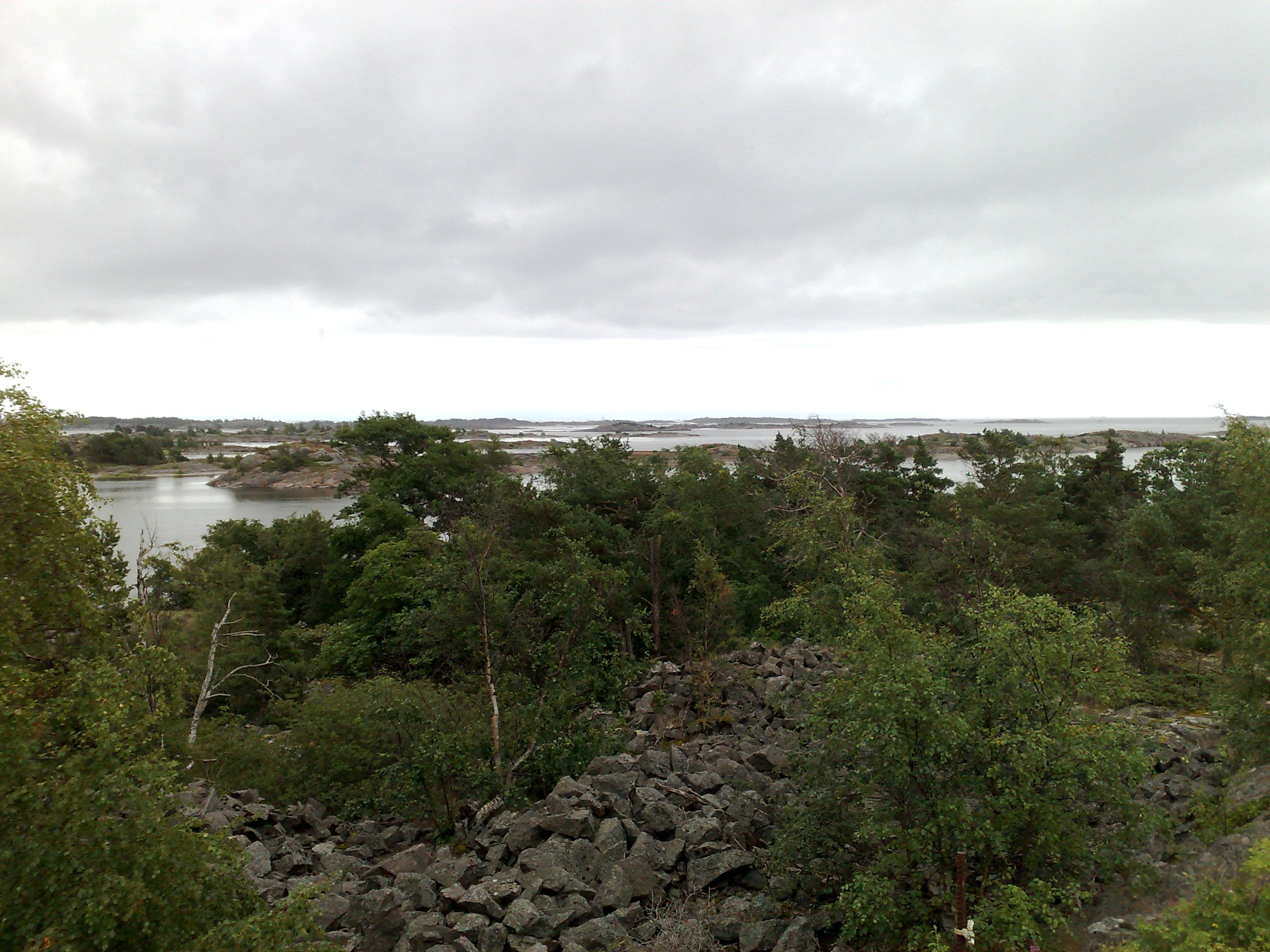
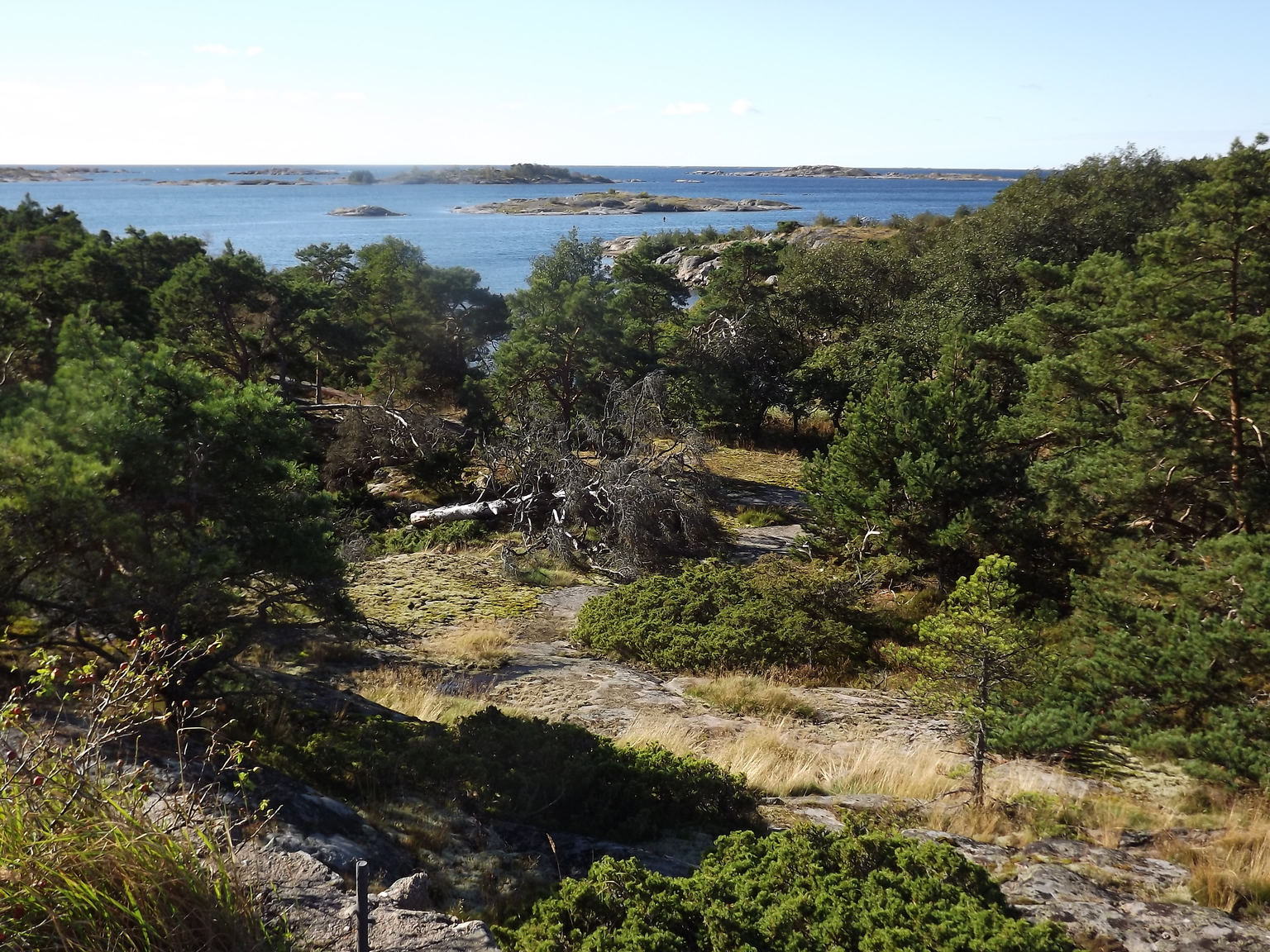
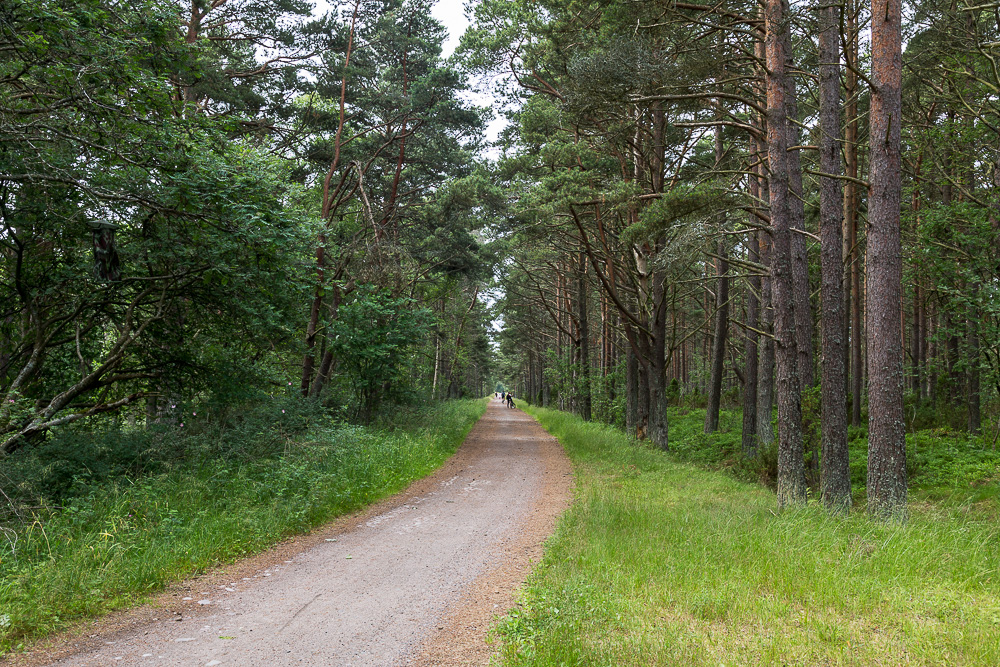
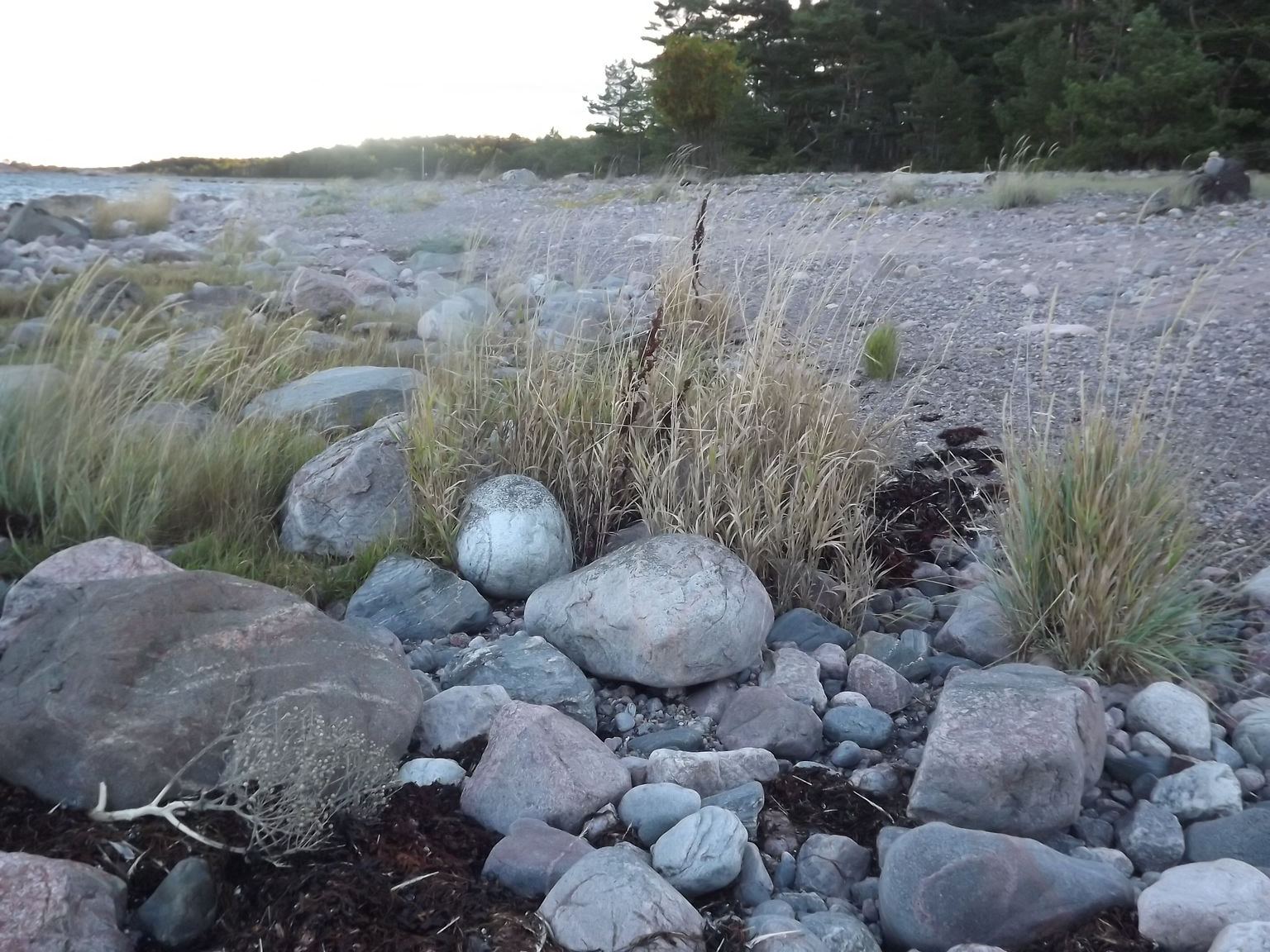
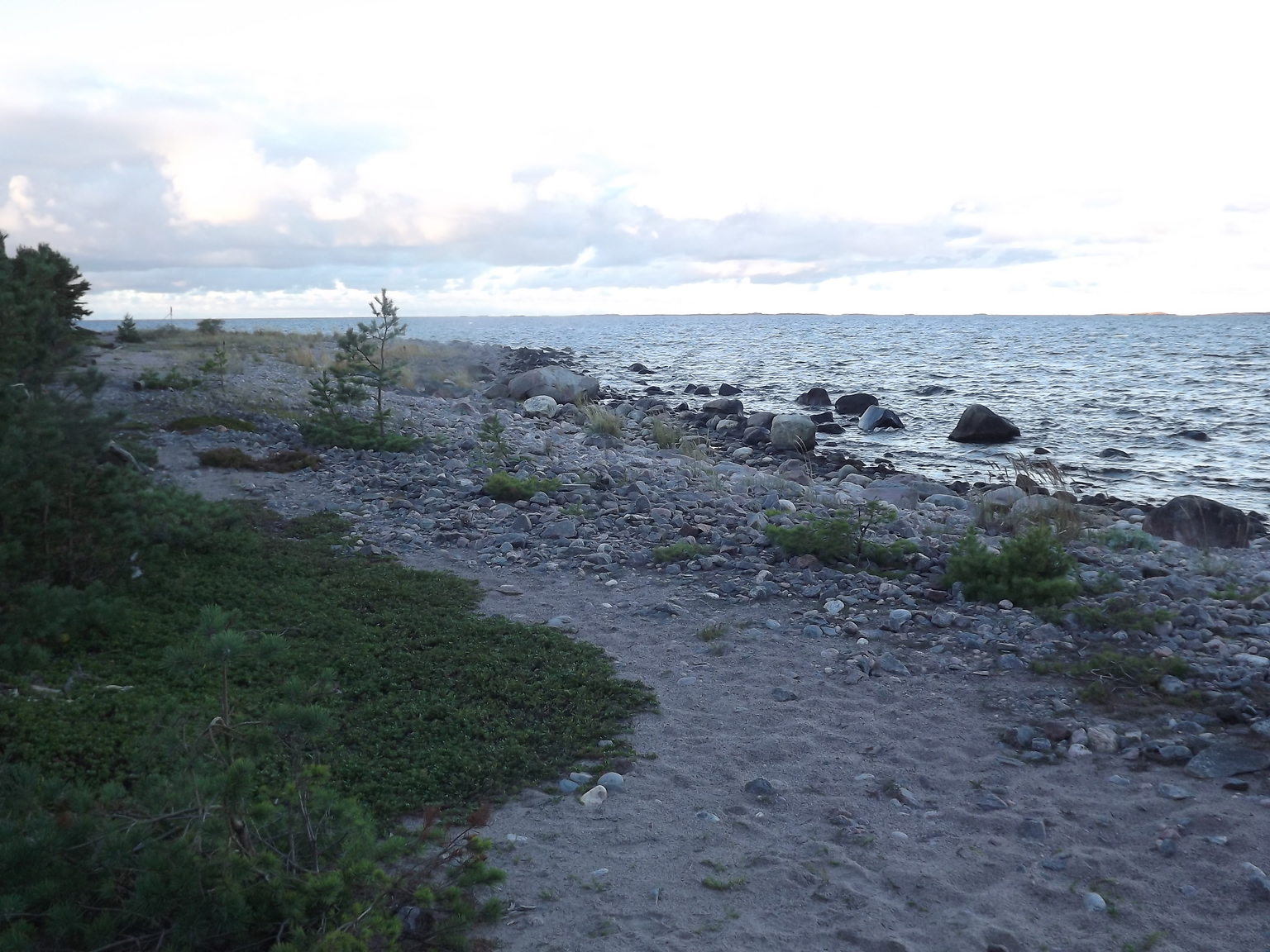